# Казахстанско-саудовские отношения
Казахстанско-саудовские отношения — двусторонние дипломатические отношения между Республикой Казахстан и Королевством Саудовская Аравия.

## История
Саудовская Аравия была в числе первых арабских и мусульманских стран, признавших независимость Казахстана 30 декабря 1991 года. Дипломатические отношения между были установлены 30 апреля 1994 года.
Основы сотрудничества между двумя странами были заложены в ходе официального визита президента Казахстана Нурсултана Назарбаева в Саудовскую Аравию 25—28 сентября 1994 года. По итогам визита был заключён Протокол об установлении дипломатических отношений, а также подписано Генеральное соглашение о сотрудничестве в торгово-экономической, инвестиционной, технической и культурной областях, а также в области спорта и по делам молодёжи.
13 декабря 1995 года было учреждено казахстанское посольство в Эр-Рияде, также с 28 декабря 2007 года функционирует консульство Казахстана в Джидде, которое получило статус генерального консульства 5 августа 2019 года. В марте 1997 года было открыто посольство Саудовской Аравии в Астане.
2—5 марта 2004 года состоялся второй официальный визит президента Казахстана Нурсултана Назарбаева в Саудовскую Аравию. Во время визита он встретился с наследным принцем Саудовской Аравии Абдаллой ибн Абдул-Азизом, министром нефти и минеральных ресурсов Али ан-Нуайми, министром финансов Ибрагимом аль-Асафом, министром обороны, принцем Султаном ибн Абдул-Азизом, представителями деловых кругов. Нурсултан Назарбаев наградил Абдаллу ибн Абдул-Азиза орденом «Достык», в ответ наследный принц вручил ему орден Великого Бадра.

## Торгово-экономическое сотрудничество
Объём торговли между двумя странами за 2016 год составил 44,3 млн долларов США (экспорт — 39,3 млн и импорт — 5 млн долларов). В 2015 году товарооборот составил 16,3 млн долларов США (экспорт из Казахстана − 5,4 млн и импорт в Казахстан − 10,9 млн долларов США). В 2014 году этот показатель был на уровне 13,4 млн долларов США (экспорт — 1,6 млн и импорт — 11,8 млн долларов США). Объём инвестиций КСА в экономику Казахстана с 2005 по 2016 год составил 90 млн долларов. Из Казахстана в Саудовскую Аравию в основном экспортируется ячмень, прокат плоский из железа или нелегированной стали, различное оборудование. Из Саудовской Аравии в Казахстан ввозятся моторные и иные масла производственного назначения, краски и лаки и др.

## Культурно-гуманитарное сотрудничество
24—31 октября 2009 года в Саудовской Аравии прошли Дни культуры Казахстана, аналогичное саудовское мероприятие состоялось в Казахстане 1—5 июня 2010 года. За прошедший период были установлены академические отношения между вузами двух стран. В частности, руководители и представители высших учебных заведений Казахстана неоднократно бывали с визитом в Саудовской Аравии, где ознакомились с учебными программами и научно-методической работой саудовских вузов и наметили дальнейшее сотрудничество в области образования и науки.

## Послы Казахстана в Саудовской Аравии
1. Багдад Амреев (1996—2002)
2. Аскар Мусинов (2002—2006)
3. Кайрат Лама-Шариф (2006—2011)
4. Бахтияр Тасымов (2011—2013)
5. Бахыт Батыршаев (2013—март 2019)
6. Берик Арын (март 2019 — 18 апреля 2024)
7. Мадияр Менилбеков (с 18 апреля 2024)